# 王沛
王沛（8世纪—827年），许州许昌县（今河南省许昌市）人，唐朝大臣。
王沛勇敢有决断，为许州忠武军节度使部将，平定田偁谋乱，以功拜开府仪同三司。唐德宗任命他为御史中丞。跟随李愬讨平吴元济，以功加御史大夫，擢升为宁州刺史。又参与平定李师道、李㝏等。转任陈州刺史，进迁兖海沂密节度使，官至检校工部尚书、忠武军节度使，去世后，赠尚书右仆射。其子王逢。

## 延伸阅读
[在维基数据编辑]
 《舊唐書·卷161》，出自刘昫《舊唐書》
 《新唐書/卷171》，出自《新唐書》